# Eclipses solares em Marte
As duas luas de Marte, Fobos e Deimos são pequenas demais para projetar sombra sobre esse planeta, tal como acontece na Terra. Não obstante após  o pouso dos Mars Exploration Rovers na superfície marciana, a sombra de Fobos pôde ser vista em imagens enviadas por esses veículos.

## Eclipses causados por Fobos

Trânsito de Fobos capturado pela Opportunity.

Devido ao pequeno tamanho de Fobos (entre 12 e 14 milhas) e sua rápida movimentação orbital, um observador na superfície de Marte jamais observaria um eclipse por mais que doze segundos. Fobos leva apenas 7 horas e 39 minutos para orbitar Marte, ao passo que o dia marciano tem uma duração de 24 horas 37 minutos, o que significa que Fobos pode provocar dois eclipses por dia marciano. Esses eclipses são eclipses anulares, pois Fobos não é grande ou próximo de Marte o bastante para criar um eclipse total.

## Eclipses causados por Deimos
Deimos é tão pequeno e tão distante de Marte que não é capaz de causar um eclipse. Na melhor das hipóteses um observador marciano viria um objeto minúsculo passando em frente ao Sol. 